# Sarcolestes leedsi
Sarcolestes leedsi es la única especie conocida del género extinto  Sarcolestes  (“ladrón de carne”) dinosaurio tireóforo nodosáurido, que vivió a mediados del período Jurásico, hace aproximadamente 162 millones de años, en el Calloviense, en lo que es hoy Europa.  Sarcolestes leedsi, fue descrito por  Richard Lydekker en 1893, basado en material muy fragmentario, incluyendo partes de la mandíbula y dientes encontrados en la Formación Oxford Clay en Cambridgeshire, Inglaterra. Pensó que se trataba de un dinosaurio carnívoro, de ahí su nombre, pero es uno de los nodosáuridos más antiguos conocidos, que llegó a medir alrededor de los 3 metros de largo. El holotipo y único espécimen, es una mandíbula izquierda parcial y un escudo fusionado que fue dañado durante la excavación. La mandíbula conservaba un diente completo y dos puntas de corona en su alvéolo, con el hueso faltante en la sección central de la mandíbula. Carece de un predentario conservado , aunque toda la sínfisis mandibular está preservada y completa.
Originalmente, Lydekker descubrió que Sarcolestes representaba un terópodo. Citó la falta de un predentario como excluyente del taxón de los ornitópodos y la morfología del diente como excluyente de los saurópodos. Dentro de los terópodos, se encontró que era lo suficientemente diferente de un grupo principal de terópodos, incluidos Coelurus, Calamosaurus y Compsognathus , y los megalosáuridos, incluido Megalosaurus. Por lo tanto, Lydekker lo colocó en Thecodontosauridae , un grupo de terópodos, ahora ubicado en Sauropodomorpha, que incluye a Thecodontosaurus. Lydekker señaló que Sarcolestes era similar en morfología dental a Priodontognathus, y que juntos podrían mostrarse relacionados con los escelidosáuridos. Sin embargo, también señaló que juntos pueden representar a su propio grupo dentro de Theropoda. En 1901, Franz Nopcsa descubrió que Sarcolestes era de hecho herbívoro y lo clasificó en Stegosauridae con géneros como Polacanthus, Stegosaurus, Hylaeosaurus, Stenopelix y varios otros. Peter Galton concluyó que Sarcolestes representa un género dentro de Nodosauridae, con un dentario similar al de Sauropelta. Sin embargo, otros han puesto en duda esta asignación e incluso la validez de Sarcolestes.